# Андрија Качић Миошић
Андрија Качић Миошић (Брист, 17. април 1704. — Заострог, 14. децембар 1760) био је монах у фрањевачком манастиру у Заострогу.

## Биографија
Рођен је у месту Брист, општине Градске, крај Макарске. По једном податку, Андрија је рођен 1690. године.
Прво дело написао је 1737. године и то је Приручник сколастичке филозофијске пропедеутике. Користио је песнички псеудоним старац Милован.
Андрија се у младости учио и бавио дуже време у српском предграђу Табану, у Будиму, у „Францишканском” католичком манастиру. Манастирска црква је одувек називана „рацка” (српска). Били су то калуђери Срби католици, јер су говорили и певали духовне песме на српском језику, и себе звали „Раци”.
Године 1756. написао је дело у римованом десетерцу, подражавањем народне јуначке поезије, под називом Разговор угодни народа словинског. У њему је дао песничку интерпретацију словенске историје, коју је схватао на исти начин као и Мавро Орбин. Основу његове књиге чине песме и летописне белешке о педесет словенских краљева. У тај списак ушли су најпре тридесет девет краљева из Поп Дукљаниновог Летописа и једанаест српских владара (по његовом рачунању) од светог Симеона до краља Вукашина. Овај други приказан је као педесети и последњи словенски краљ.
Качић је као Србин католик унео у културу нови појам — Словинство, уместо уобичајеног „Српства”. Како је српство примарно почивало на православљу, српско име је одбацивано од стране Запада, као непожељно. Да би Срби католици избегли слични третман, нашло се решење. По тим новим термином замислио је Качић, идејни народни „кров”, испод којег би лако стали Срби свих вероисповести. За Саву Немањића — Св. Саву наводио је католички фратар да је дика и слава словинског пука и народа.
На ту заједничку основу Качић додаје песме и летописне белешке о темама регионалног карактера, о рашким (после Вукашина), зетским, бугарским и босанским главарима, да би у завршном делу унео песме о јунацима каснијих времена, међу којима има највише песама о албанском јунаку „Јуриј Кастриотићу” (Скендербегу), којег такође убраја у словенску историју.
Сем овог дела написао је и трактат на латинском језику под насловом „Elementa peripatheticae” као и хронику „Корабљица” 1760. године.
Вјекослав Бабукић је под псеудонимом Венцеслав Јурај Дундер у Бечу, 1836. објавио 10. издање Разговора угодних народа Словинскога са насловом СЕРБСКО-ДАЛМАТИНСКЕ ВИТЕЖКЕ НАРОДНЕ ПЈЕСМЕ. Лазар Томановић је о томе написао: 
Дундеров наслов само доказује, да су још прије пунијех педесет година сматрали Качићеве пјесме српскијема, и не Срби, него по свој прилици сами Хрвати... Стражилово је још надодало, како је ово издање Дундерово било намјештено на столу на сред цркве фрањевачке у Бечу приликом парастоса, што се држао Фра Андрији о прослави његове стогодишњице, и нико од присутнијех поштовача Качићевијех, па ни од Хрвата не замјери том и таквом српском главном наслову Пјесмарице Качићеве
Године 1850. објавио је Медаковић књигу на ћирилици под насловом „Србско-народне витежке пјесме спјеване од Андрие Качића”. Напоменуо је приређивач да је „са српским словима препечетано”. Божидар Петрановић је допринео да се 1860. године свечано обележи стогодишњица у народу омиљеног „старца Милована”. Била је то велика манифестација слоге католика и православаца. Радило се 1889. године у Далмацији на подизању споменика Качићу, у родном месту. Постојао је 1939. године споменик песник и фратра Качића у Загребу, на углу Илице и Месничке улице, уметнички рад Рендићев. Исти такав постављен је и у Макарској. Године 1938. још је постојала његова родна кућа, и послат је апел јавности да се она оправи и преуреди у музеј.

## Галерија
- „Разговори угодни народа словинскога“, издање 1801.
- Споменик Андрији Качић Миошићу у Макарској, подигнут крајем августа 1890. године на главном градском тргу[15]